# Reprezentacja Wysp Salomona w rugby 7 kobiet
Reprezentacja Wysp Salomona w rugby 7 kobiet – zespół rugby 7, biorący udział w imieniu Wysp Salomona w meczach i sportowych imprezach międzynarodowych, powoływany przez selekcjonera, w którym mogą występować wyłącznie zawodnicy posiadający obywatelstwo tego kraju, mieszkający w nim, bądź kwalifikujący się ze względu na pochodzenie rodziców lub dziadków. Za jego funkcjonowanie odpowiedzialny jest Solomon Islands Rugby Union Federation, członek Oceania Rugby i World Rugby.

## Turnieje

### Udział wmistrzostwach Oceanii
| Rok  | Wynik | Źródło |
| ---- | ----- | ------ |
| 2007 | –     |        |
| 2008 | –     |        |
| 2012 | 8.    |        |
| 2013 | –     |        |
| 2014 | –     |        |
| 2015 | –     |        |
| 2016 | 7.    |        |
| 2017 | –     |        |
| 2018 | –     |        |
| 2019 | 6.    |        |
| 2021 | –     |        |
| 2022 | –     |        |
| 2023 | 9.    |        |